# 프로피트롤
프로피트롤(프랑스어: profiterole)은 커스터드나 크림을 채운 뒤 초콜릿을 씌운 슈 페이스트리이다. 오늘날은 바닐라 아이스크림을 넣어 만들기도 한다.

## 사진 갤러리

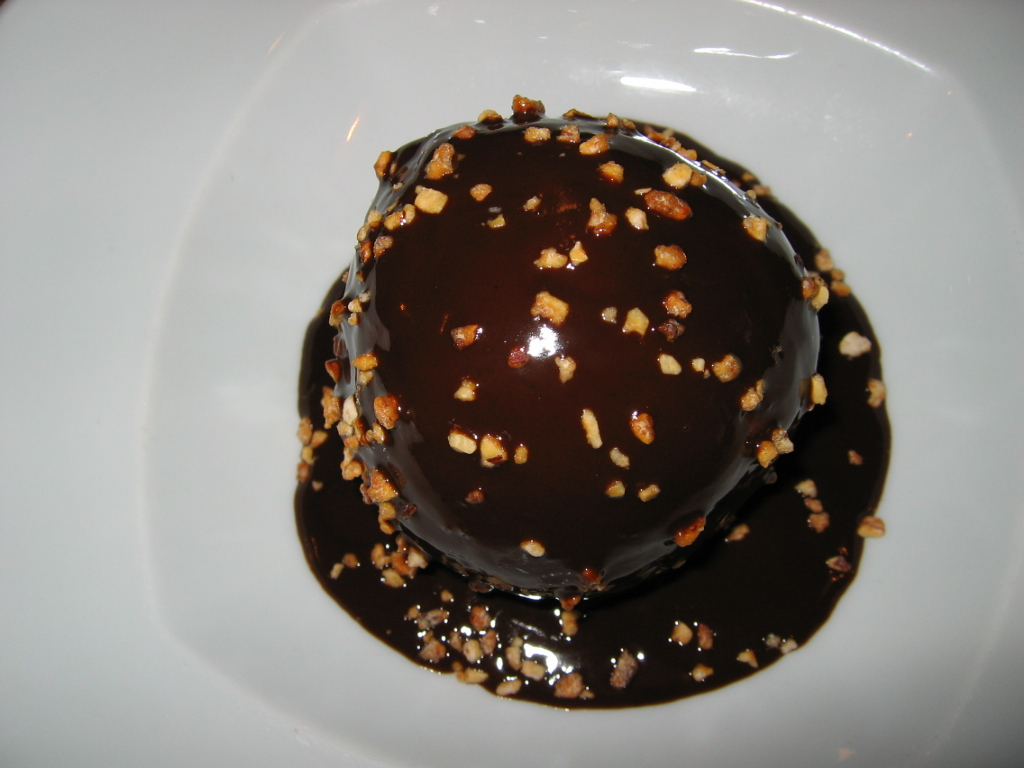
프로피트롤 나페 드 쇼콜라
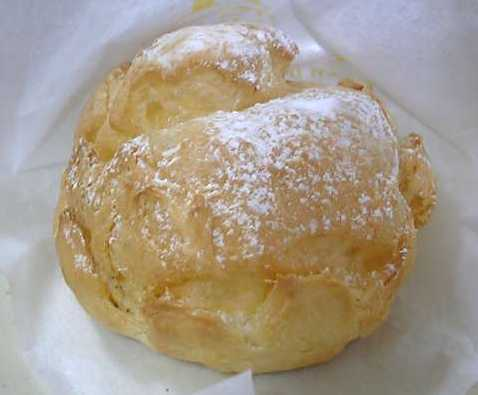
슈 아라크렘

## 같이 보기
- 에클레르